# 小川アンナ
小川 アンナ（おがわ アンナ、1919年10月4日 - 2015年7月24日）は、静岡県庵原郡富士川町（現：富士市）生まれの詩人。女性。本名は芦川 照江（あしかわ てるえ）。日本現代詩人会会員。

## 略歴
- 1937年（昭和12年）静岡県立静岡高等女学校卒業。
- 1955年（昭和30年）頃より詩作を始め、詩誌同人として作品を発表。
- 1969年（昭和44年）反公害運動に入り、住民運動論文を多く発表。
- 1995年（平成7年）詩集『晩夏光幻視』で第35回中日詩賞を受賞。
- 2015年（平成27年）心筋梗塞のため死去[3]。

## 著作
- 「源流の村」　文京書房,1993（ISBN 4-938353-19-9）
- 「自選詩集　晩夏光幻視」　文京書房,1995
- 「小川アンナ詩集」（新・日本現代詩文庫）土曜美術社出版販売,2003